# Polígon guerxo

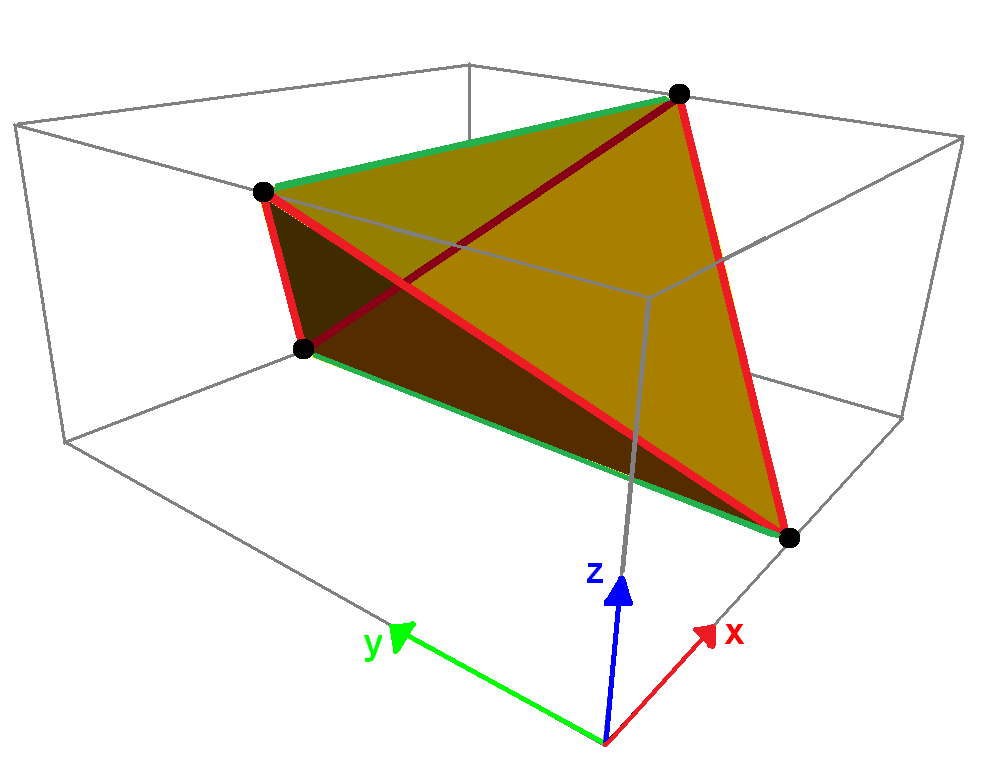
Les arestes laterals (vermelles) del disfenoide tetragonal representen un quadrilàter guerxo regular en ziz-zag.

En geometria, un polígon guerxo és un polígon els vèrtexs del qual no són tots coplanars. Els polígons guerxos han de tenir com a mínim 4 vèrtexs. La superfície interior (o àrea) d'aquests polígons no està definida de manera única. Els polígons guerxos infinits (apeirògons) tenen vèrtexs que no són tots colineals.
Un polígon guerxo en ziz-zag o polígon antiprismàtic té vèrtexs que s'alternen en dos plans paral·lels i, per tant, han de tenir un nombre de cares parell. Els polígons guerxos regulars en 3 dimensions (i apeirògons guerxos regulars en 2 dimensions) són sempre en zig-zag.